# Расслабленные из Жюмьежа
«Расслабленные из Жюмьежа» (фр. Les Énervés de Jumièges) — средневековая легенда о сыновьях франкского короля Хлодвига II.

## Содержание легенды
События, о которых повествует легенда, относятся к 660-м годам. Король франков Хлодвиг II, отправляясь в паломничество на Святую землю, поручил правление королевством своему старшему сыну. Регентшей при нём должна была быть супруга Хлодвига Батильда (впоследствии канонизированная). Однако старший сын пожелал править единолично, взбунтовался против матери и вовлёк в мятеж младшего брата. Хлодвиг, узнав об этом, немедленно пустился в обратный путь. Сыновья выслали ему навстречу войско, однако победа осталась за Хлодвигом. Кару для мятежных сыновей придумала Батильда: поскольку они дерзнули применить силу против собственного отца, их надлежало лишить этой силы. Для этого к ним применили старинную восточную пытку — пережгли сухожилия в ногах.
Искалеченные юноши выжили и изъявили желание посвятить себя Господу. Хлодвиг и Батильда не знали, в какой монастырь их отправить, и решили довериться Провидению. Братьев посадили в лодку, снабдили провизией и пустили плыть по Сене. Наконец, лодку прибило к берегу, где её заметил Филибер, основатель Жюмьежского аббатства. В этом аббатстве и поселились сыновья Хлодвига. Когда весть об этом дошла до короля с королевой, они щедро одарили монастырь, расширив его владения. Став монахами, братья жили в аббатстве до конца своих дней, неустанно предаваясь раскаянию.

## Происхождение и критика
По всей видимости, легенда не имеет под собой никакого исторического обоснования. Во-первых, Хлодвиг умер молодым — в возрасте между 21 и 26 годами — и сыновья его были слишком малы, чтобы покушаться на его власть. Во-вторых, никаких паломничеств в Святую землю Хлодвиг не совершал. В-третьих, трое его сыновей — Хлотарь, Хильдерик и Теодорих — правили поочерёдно после него; о существовании других детей ничего не известно. Кроме того, у историков того времени нет упоминаний ни о предательстве, совершённом кем-либо из сыновей Хлодвига, ни о насилии королевы над своими детьми. Достоверным фактом является лишь то, что Хлодвиг и Батильда оказывали материальную поддержку Жюмьежскому аббатству, которое, собственно, и было основано в 654 году благодаря щедрости их пожертвований.
Вероятно, легенда возникла намного позднее и представляла попытку объяснить особое отношение Батильды к аббатству. Впервые она зафиксирована в рукописи XII века. Сохранились также анналы аббатства 1225 года, в которых упоминается один «расслабленный»: пережив пытку, он поселился в монастыре и пожертвовал ему четверть своего имущества. В более поздней копии текст был исправлен: вместо одного расслабленного в нём фигурируют два.
Интересно, что в аббатстве действительно имеется захоронение двух человек королевского происхождения. Один из них — Тассилон, герцог баварский, другой — его сын. Оба они были монахами в Жюмьеже; вероятно, это и положило начало легенде. Впервые данную гипотезу высказал французский историк Жан Мабильон: по его мнению, на месте гробницы Тассилона, относящейся к 800-м годам, в XIII веке было воздвигнуто надгробие, изображавшее мифических «расслабленных». Для подкрепления легенды на нём была сделана соответствующая надпись на латыни.

## В искусстве
Долгое время легенда была известна лишь в монастырских кругах, однако в XVI веке, после того, как Пьер де Ронсар упомянул её в своей эпопее «Франсиада», она получила новую жизнь и стала обрастать новыми подробностями. К сюжету неоднократно обращались художники; наибольшую известность приобрела картина Эвариста Виталя Люмине. На ней сыновья Хлодвига изображены лежащими на плоту, со всех сторон окружённом водой. О знатности их происхождения свидетельствуют узорчатые покрывала, которыми они укрыты, и бархатные подушки, на которые они опираются. На краю плота теплится свеча — символ божественного покровительства — а на горизонте занимается заря, предвещая братьям спасение и новую жизнь.
К легенде обращались и писатели: так, у Флобера был оставшийся неосуществлённым замысел написать историю расслабленных.
В 1986 году Клод Дюти (фр.) снял короткометражный фильм «Расслабленные из Жюмьежа».